# Campeonato Paranaense
Het Campeonato Paranaense is het staatskampioenschap voetbal van de Braziliaanse deelstaat Paraná, georganiseerd door de voetbalbond van Paraná. Door haar vijfde plaats op de ranglijst van de CBF mag Paraná drie ploegen leveren voor de nationale Série D. Welke ploegen dit zijn wordt bepaald door de statelijke bond FPF. In principe zijn dit de twee best presterende ploegen. Clubs die al in de Série C, Série B of Série A spelen worden daarbij overgeslagen.

De eerste editie werd in 1915 gehouden en sindsdien zijn de clubs uit de hoofdstad Curitiba dominant. Tot en met 2009 waren er in 94 edities slechts 10 waarin de kampioen niet uit de hoofdstad kwam. De eerste keer was in 1955, 40 jaar na het begin van de competitie. Aanvankelijk namen ook bijna enkel clubs uit Curitiba deel aan de competitie. Tussen 1929 en 1941  was de competitie een eindronde na de lokale competities. De grootste was die van Curitiba en de winnaar daarvan speelde nog tegen enkele andere clubs van buiten de hoofdstad. Zoals de meeste staatscompetities in Brazilië verschilt het opzet van de competitie vrijwel jaarlijks.

## Nationaal niveau
Bij de invoering van de eerste nationale competitie, de Taça Brasil in 1959 mocht de staat elk jaar een vertegenwoordiger sturen. In deze periode was er geen dominerende club waardoor geen enkele club meer dan twee deelnames heeft. Bij het rivaliserende kampioenschap, Torneio Roberto Gomes Pedrosa (1967-1970), waaraan meerdere clubs uit de sterkere competities mochten deelnemen was Paraná een van de staten die mocht meedoen, maar wel slechts met één team. Atlético nam twee keer deel en Coritiba en Ferroviário één keer. Bij de start van de Série A, mocht de staat elk jaar enkele deelnemers sturen tot 1986. Buiten de topteams Atlético en Coritiba speelden nog verscheidene teams, waaronder Londrina, Colorado en Grêmio Maringá enkele jaren in de hoogste klasse. Nadat de staat geen rechtstreekse deelnemers meer had kon buiten Atlético en Coritiba enkel nog Paraná Clube, een fusieclub tussen Colorado en Pinheiros, van 1993 tot 2007 met uitzondering van seizoen 2000, in de hoogste klasse spelen. Atlético degradeerde vijf keer uit de Série A en was nooit langer dan twee seizoenen afwezig, de club werd landskampioen in 2001. Coritiba degradeerde ook zeven keer en was nooit langer dan drie seizoenen afwezig en werd kampioen in 1985.
In de Série B is Londrina met 25 seizoenen de koploper voor de staat. Nadat de club in 2004 degradeerde duurde het tot 2015 vooraleer ze opnieuw promotie konden afdwingen naar de Série B. Nadat de staat geen rechtstreekse deelnemers meer had na 1991 konden van de kleinere clubs enkel Malutrom en União Bandeirante één seizoen in de Série B spelen. Paraná Clube speelt sinds de degradatie uit de Série A sinds 2008 onafgebroken in de Série B, tot ze in 2017 opnieuw konden promoveren, al was dit slechts voor één seizoen. In 2020 degradeerde Paraná ook uit de Série B. 
Met tien seizoenen is União Bandeirante koploper in de Série C voor de staat, vele clubs speelden enkele seizoenen in de Série C. In 2018 werd Operário Ferroviário kampioen. Na de invoering van de Série D in 2009, werd het opzet van de Série C nu dat van de Série D waardoor de staat elk jaar drie deelnemers mag afleveren. In 2014 was Londrina de eerste club die via de Série D kon promoveren naar de Série C. In 2017 volgde ook Operário. In 2021 degradeerde Paraná.

## Winnaars van het Campeonato Paranaense
1915 - Internacional
1916 - Coritiba
1917 - América-Paraná
1918 - Britânia
1919 - Britânia
1920 - Britânia
1921 - Britânia
1922 - Britânia
1923 - Britânia
1924 - Palestra Itália
1925 - Atlético Paranaense
1926 - Palestra Itália
1927 - Coritiba
1928 - Britânia
1929 - Atlético Paranaense
1930 - Atlético Paranaense
1931 - Coritiba
1932 - Palestra Itália
1933 - Coritiba
1934 - Atlético Paranaense
1935 - Coritiba
1936 - Atlético Paranaense
1937 - Ferroviário
1938 - Ferroviário
1939 - Coritiba
1940 - Atlético Paranaense
1941 - Coritiba
1942 - Coritiba
1943 - Atlético Paranaense
1944 - Ferroviário
1945 - Atlético Paranaense
1946 - Coritiba
1947 - Coritiba
1948 - Ferroviário
1949 - Atlético Paranaense
1950 - Ferroviário
1951 - Coritiba
1952 - Coritiba
1953 - Ferroviário
1954 - Coritiba
1955 - Monte Alegre
1956 - Coritiba
1957 - Coritiba
1958 - Atlético Paranaense
1959 - Coritiba
1960 - Coritiba
1961 - Comercial
1962 - Londrina
1963 - Grêmio Maringá
1964 - Grêmio Maringá
1965 - Ferroviário
1966 - Ferroviário
1967 - Água Verde
1968 - Coritiba
1969 - Coritiba
1970 - Atlético Paranaense
1971 - Coritiba
1972 - Coritiba
1973 - Coritiba
1974 - Coritiba
1975 - Coritiba
1976 - Coritiba
1977 - Grêmio Maringá
1978 - Coritiba
1979 - Coritiba
1980 - Colorado en Cascavel*
1981 - Londrina
1982 - Atlético Paranaense
1983 - Atlético Paranaense
1984 - Pinheiros
1985 - Atlético Paranaense
1986 - Coritiba
1987 - Pinheiros
1988 - Atlético Paranaense
1989 - Coritiba
1990 - Atlético Paranaense
1991 - Paraná
1992 - Londrina
1993 - Paraná
1994 - Paraná
1995 - Paraná
1996 - Paraná
1997 - Paraná
1998 - Atlético Paranaense
1999 - Coritiba
2000 - Atlético Paranaense
2001 - Atlético Paranaense
2002 - Iraty** / Atlético Paranaense***
2003 - Coritiba
2004 - Coritiba
2005 - Atlético Paranaense
2006 - Paraná
2007 - Paranavaí
2008 - Coritiba
2009 - Atlético Paranaense
2010 - Coritiba
2011 - Coritiba
2012 - Coritiba
2013 - Coritiba
2014 - Londrina
2015 - Operário Ferroviário
2016 - Atlético Paranaense
2017 - Coritiba
2018 - Atlético Paranaense
2019 - Athletico Paranaense
2020 - Athletico Paranaense
2021 - Londrina
2022 - Coritiba
2023 - Athletico Paranaense
2024 - Athletico Paranaense
* = titel gedeeld tussen twee teams
** = winnaar kampioenschap van de bond
*** = winnaar Supercampeonato: kampioenschap georganiseerd door clubs

## Titels per club
| Club                 | Stad              | Titels | Seizoenen |
| -------------------- | ----------------- | ------ | --- |
| Coritiba             | Curitiba          | 39     | (1916, 1927, 1931, 1933, 1935, 1939, 1941, 1942, 1946, 1947, 1951, 1952, 1954, 1956, 1957, 1959, 1960, 1968, 1969, 1971, 1972, 1973, 1974, 1975, 1976, 1978, 1979, 1986, 1989, 1999, 2003, 2004, 2008, 2010, 2011, 2012, 2013, 2017, 2022) |
| Athletico Paranaense | Curitiba          | 28     | (1925, 1929, 1930, 1934, 1936, 1940, 1943, 1945, 1949, 1958, 1970, 1982, 1983, 1985, 1988, 1990, 1998, 2000, 2001, 2002, 2005, 2009, 2016, 2018, 2019, 2020, 2023, 2024)                                                                   |
| Ferroviário          | Curitiba          | 8      | (1937, 1938, 1944, 1948, 1950, 1953, 1965, 1966) |
| Paraná               | Curitiba          | 7      | (1991, 1993, 1994, 1995, 1996, 1997, 2006) |
| Britânia             | Curitiba          | 7      | (1918, 1919, 1920, 1921, 1922, 1923, 1928) |
| Londrina             | Londrina          | 5      | (1962, 1981, 1992, 2014, 2021) |
| Grêmio Maringá       | Maringá           | 3      | (1963, 1964, 1977) |
| Palestra Itália      | Curitiba          | 3      | (1924, 1926, 1932) |
| Pinheiros            | Curitiba          | 2      | (1984, 1987) |
| Operário Ferroviário | Ponta Grossa      | 1      | (2015) |
| Colorado             | Curitiba          | 1      | (1980) |
| International        | Curitiba          | 1      | (1915) |
| Paraná SC            | Curitiba          | 1      | (1917) |
| Paranavaí            | Paranavaí         | 1      | (2007) |
| Água Verde           | Curitiba          | 1      | (1967) |
| América              | Curitiba          | 1      | (1917) |
| Cascavel             | Cascavel          | 1      | (1980) |
| Comercial            | Cornélio Procópio | 1      | (1961) |
| Iraty                | Irati             | 1      | (2002) |
| Monte Alegre         | Telêmaco Borba    | 1      | (1955) |

## Eeuwige ranglijst
Vetgedrukt de clubs die in 2025 in de hoogste klasse spelen. Tot 1949 speelden vrijwel uitsluitend clubs uit Curitiba in de competitie. Tussen 1929 en 1941 nam de kampioen van Curitiba het op tegen andere clubs uit andere regionale competities, de clubs die in deze jaren in de competitie van Curitiba speelden worden hierbij geteld. 
| Club                    | Stad                     | /111 | Periode (1915-2025)                                                                             |
| ----------------------- | ------------------------ | ---- | ----------------------------------------------------------------------------------------------- |
| Coritiba                | Curitiba                 | 110  | 1915-2001, 2003-                                                                                |
| Athletico Paranaense    | Curitiba                 | 101  | 1924-2001, 2003-                                                                                |
| Rio Branco              | Paranaguá                | 57   | 1915-1916, 1929, 1936, 1938-1939, 1956-1965, 1971-1980, 1994-2023, 2025-                        |
| Londrina                | Londrina                 | 51   | 1959, 1970-1971, 1973-1975, 1977-1982, 1984-1998, 2000-2009, 2012-                              |
| Britânia                | Curitiba                 | 51   | 1916-1965, 1968                                                                                 |
| Operário Ferroviário    | Ponta Grossa             | 47   | 1934, 1936-1938, 1940, 1955-1965, 1970, 1974-1977, 1979-1983, 1989-1994, 2000, 2010-2016, 2019- |
| EC Água Verde           | Curitiba                 | 45   | 1916-1917, 1920-1926, 1935-1957, 1959-1971                                                      |
| Palestra Itália         | Curitiba                 | 45   | 1921-1965                                                                                       |
| União Bandeirante       | Bandeirantes             | 41   | 1965-1987, 1989-2006                                                                            |
| Ferroviário             | Curitiba                 | 41   | 1931-1971                                                                                       |
| Grêmio Maringá          | Maringá                  | 37   | 1962-1973, 1975-1996, 2002-2004                                                                 |
| Paranavaí               | Paranavaí                | 37   | 1960-1965, 1968-1972, 1974-1977, 1980-1982, 1984, 1990-1991, 1993-1997, 2003-2013               |
| Paraná                  | Curitiba                 | 32   | 1990-2001, 2003-2011, 2013-2022, 2025-                                                          |
| Iraty                   | Irati                    | 25   | 1932-1933, 1935, 1937, 1960-1963, 1994-1995, 1997-1999, 2001-2012                               |
| Matsubara               | Cambará                  | 23   | 1977-1999                                                                                       |
| Cianorte                | Cianorte                 | 20   | 2004-2014, 2017-                                                                                |
| Apucarana AC            | Apucarana                | 18   | 1978-1980, 1985-1999                                                                            |
| Cascavel EC             | Cascavel                 | 18   | 1980-1997                                                                                       |
| Colorado                | Curitiba                 | 18   | 1972-1989                                                                                       |
| J. Malucelli            | Curitiba                 | 18   | 1999-2001, 2003-2017                                                                            |
| Nacional                | Rolândia                 | 17   | 1959-1965, 1971, 1997, 2004-2007, 2009-2010, 2013, 2015                                         |
| Pinheiros               | Curitiba                 | 16   | 1972-1978, 1980-1981, 1983-1989                                                                 |
| Juventus                | Curitiba                 | 15   | 1935-1943, 1945-1950                                                                            |
| Toledo EC               | Toledo                   | 13   | 2006, 2008-2010, 2012-2014, 2016-2021                                                           |
| Caramuru                | Castro                   | 13   | 1955-1965, 1971, 1993                                                                           |
| Morgenau                | Curitiba                 | 13   | 1951-1963                                                                                       |
| Francisco Beltrão       | Francisco Beltrão        | 13   | 1993-2001, 2003-2006                                                                            |
| Londrina FR             | Londrina                 | 13   | 1960-1969, 1972, 1976, 1983                                                                     |
| Guarani de Ponta Grossa | Ponta Grossa             | 13   | 1931, 1954-1965                                                                                 |
| Umuarama                | Umuarama                 | 13   | 1973-1980, 1989-1993                                                                            |
| AA Iguaçu               | União da Vitória         | 13   | 1972-1980, 1997, 2007-2009                                                                      |
| GERA                    | Apucarana                | 12   | 1959-1968, 1970-1971                                                                            |
| Esportiva Jacarezinho   | Jacarezinho              | 12   | 1941, 1950-1954, 1956, 1961-1965                                                                |
| Toledo EC               | Toledo                   | 12   | 1984-1986, 1989-1997                                                                            |
| FC Cascavel             | Cascavel                 | 11   | 2015-                                                                                           |
| Seleto                  | Paranaguá                | 11   | 1961-1971                                                                                       |
| Pato Branco             | Pato Branco              | 11   | 1980, 1982-1985, 1987-1992                                                                      |
| Maringá FC              | Maringá                  | 10   | 2014-2016, 2018-2019, 2021-                                                                     |
| Comercial               | Cornélio Procópio        | 10   | 1959-1965, 1992, 1994-1995                                                                      |
| Batel                   | Guarapuava               | 10   | 1990-1997, 1999-2000                                                                            |
| Platinense              | Santo Antônio da Platina | 10   | 1963, 1986-1993, 1997                                                                           |
| Cascavel Recreativo     | Cascavel                 | 9    | 2003, 2007-2011, 2019-2021                                                                      |
| International           | Curitiba                 | 9    | 1915-1923                                                                                       |
| Paraná Sports-Club      | Curitiba                 | 9    | 1915-1916, 1920-1926                                                                            |
| Primavera               | Curitiba                 | 9    | 1961-1969                                                                                       |
| Foz do Iguaçu EC        | Foz do Iguaçu            | 9    | 1989-1997                                                                                       |
| Jandaia                 | Jandaia do Sul           | 9    | 1964-1965, 1967-1968, 1970-1972, 1995-1996                                                      |
| SER Arapagonas          | Arapongas                | 8    | 1959-1966                                                                                       |
| Portuguesa Londrinense  | Londrina                 | 8    | 1959-1961, 2000, 2002-2003, 2007-2008                                                           |
| Operário SC             | Ponta Grossa             | 8    | 1923-1927, 1929-1930, 1932                                                                      |
| Ponta Grossa            | Ponta Grossa             | 8    | 1995-2000, 2002-2003                                                                            |
| Foz do Iguaçu FC        | Foz do Iguaçu            | 7    | 2009, 2015-2019, 2023                                                                           |
| Roma                    | Apucarana                | 7    | 2003-2007, 2011-2012                                                                            |
| Arapongas EC            | Arapongas                | 7    | 1990-1991, 1996, 2011-2014                                                                      |
| Cambé                   | Cambé                    | 7    | 1960-1965, 1971                                                                                 |
| 9 de Julho              | Cornélio Procópio        | 7    | 1976-1979, 1989-1991                                                                            |
| Mandaguari              | Mandaguari               | 7    | 1959-1965                                                                                       |
| Iguaçu EC               | União da Vitória         | 7    | 1988-1994                                                                                       |
| Astorga                 | Astorga                  | 6    | 1959-1962, 1964, 1971                                                                           |
| América Foot-Ball Club  | Curitiba                 | 6    | 1915-1916, 1919-1922                                                                            |
| Paraná EC               | Londrina                 | 6    | 1964-1969                                                                                       |
| CAMA                    | Telêmaco Borba           | 6    | 1951-1956                                                                                       |
| Azuriz                  | Pato Branco              | 5    | 2021-                                                                                           |
| Cambará                 | Cambará                  | 5    | 1961-1965                                                                                       |
| Mourãoense              | Campo Mourão             | 5    | 1971-1973, 1976-1977                                                                            |
| Engenheiro Beltrão      | Engenheiro Beltrão       | 5    | 2005, 2007-2010                                                                                 |
| União Olímpico          | Irati                    | 5    | 1961-1965                                                                                       |
| Independente            | Mandaguaçu               | 5    | 1960-1964                                                                                       |
| Prudentópolis EC        | Prudentópolis            | 5    | 2000-2004                                                                                       |
| Ribeirão Claro          | Ribeirão Claro           | 5    | 1961-1965                                                                                       |
| Toledo FC               | Toledo                   | 5    | 1979-1983                                                                                       |
| São-Joseense            | São José dos Pinhais     | 4    | 2022-                                                                                           |
| Prudentópolis FC        | Prudentópolis            | 4    | 2014-2015, 2017-2018                                                                            |
| CAFE                    | Cianorte                 | 4    | 1965, 1969-1970, 1972                                                                           |
| Campo Alegre            | Curitiba                 | 4    | 1922-1925                                                                                       |
| Nova Esperança          | Nova Esperança           | 4    | 1961-1964                                                                                       |
| União Beltrão           | Francisco Beltrão        | 4    | 1980, 2018, 2020, 2022                                                                          |
| Sete de Setembro        | Santo Antônio da Platina | 4    | 1961-1964                                                                                       |
| PSTC                    | Cornélio Procópio        | 4    | 2016-2017, 2020 , 2024                                                                          |
| Guarani de Bandeirantes | Bandeirantes             | 3    | 1961, 1963-1964                                                                                 |
| Campo Mourão            | Campo Mourão             | 3    | 1990-1992                                                                                       |
| ADAP                    | Campo Mourão             | 3    | 2004-2006                                                                                       |
| Coronel Vivida          | Coronel Vivida           | 3    | 1994-1996                                                                                       |
| Universal               | Curitiba                 | 3    | 1923-1925                                                                                       |
| Aquibadan               | Curitiba                 | 3    | 1929-1931                                                                                       |
| Goioerê                 | Goioerê                  | 3    | 1991-1993                                                                                       |
| Grêmio Oeste            | Guarapuava               | 3    | 1969-1971                                                                                       |
| Estrela do Norte        | Ibiporã                  | 3    | 1960, 1964-1965                                                                                 |
| ADAP Galo Maringá       | Maringá                  | 3    | 2007-2008                                                                                       |
| Maringá                 | Maringá                  | 3    | 1996-1998                                                                                       |
| Pontagrossense          | Ponta Grossa             | 3    | 1971-1973                                                                                       |
| Santa Mariana           | Santa Mariana            | 3    | 1961-1963                                                                                       |
| Pindorama Siqueirense   | Siqueira Campos          | 3    | 1961-1962, 1964                                                                                 |
| Andraus                 | Campo Largo              | 2    | 2024-                                                                                           |
| Galo Maringá            | Maringá                  | 2    | 2023-2024                                                                                       |
| Matarazzo               | Antonina                 | 2    | 1935-1936                                                                                       |
| Ypiranga                | Antonina                 | 2    | 1938-1939                                                                                       |
| Cambaraense             | Cambará                  | 2    | 1952-1953                                                                                       |
| Operário                | Cambará                  | 2    | 1961-1962                                                                                       |
| Cascavel FC             | Cascavel                 | 2    | 1971-1972                                                                                       |
| Centenário              | Centenário do Sul        | 2    | 1977, 1979                                                                                      |
| Sport Clube Água Verde  | Curitiba                 | 2    | 1918-1919                                                                                       |
| América-Paraná          | Curitiba                 | 2    | 1917-1918                                                                                       |
| Acadêmica               | Curitiba                 | 2    | 1918-1919                                                                                       |
| Palmeiras               | Curitiba                 | 2    | 1916-1917                                                                                       |
| Esperança               | Curitiba                 | 2    | 1920-1921                                                                                       |
| Paranaense              | Curitiba                 | 2    | 1929-1930                                                                                       |
| Nacional de Curitiba    | Curitiba                 | 2    | 1934-1935                                                                                       |
| Guarapuava              | Guarapuava               | 2    | 1979-1980                                                                                       |
| Tavorense               | Joaquim Távora           | 2    | 1961-1962                                                                                       |
| Maringá AC              | Maringá                  | 2    | 1990-1991                                                                                       |
| América                 | Paranaguá                | 2    | 1916-1917                                                                                       |
| Palmeiras               | Pato Branco              | 2    | 1978-1979                                                                                       |
| UCA                     | Ponta Grossa             | 2    | 1926-1927                                                                                       |
| Araucária               | Santo Antônio da Platina | 2    | 1961-1962                                                                                       |
| Agroceres               | Santo Antônio da Platina | 2    | 1979-1980                                                                                       |
| Sertaneja               | Sertaneja                | 2    | 1962-1963                                                                                       |
| Mixto Bordô             | Telêmaco Borba           | 2    | 1991, 1997                                                                                      |
| Andiraense              | Andirá                   | 1    | 1963                                                                                            |
| 29 de Maio              | Antonina                 | 1    | 1940                                                                                            |
| Antoninense             | Antonina                 | 1    | 1941                                                                                            |
| Apucarana FC            | Apucarana                | 1    | 1969                                                                                            |
| Guarani de Arapoti      | Arapoti                  | 1    | 1940                                                                                            |
| Bela Vista              | Bela Vista do Paraíso    | 1    | 1964                                                                                            |
| Carlópolis              | Carlópolis               | 1    | 1962                                                                                            |
| Espartano               | Curitiba                 | 1    | 1916                                                                                            |
| Bela Vista              | Curitiba                 | 1    | 1916                                                                                            |
| Americano               | Curitiba                 | 1    | 1916                                                                                            |
| Paranaense              | Curitiba                 | 1    | 1931                                                                                            |
| Brasil                  | Curitiba                 | 1    | 1929                                                                                            |
| Bangu                   | Curitiba                 | 1    | 1929                                                                                            |
| Guarani de Curitiba     | Curitiba                 | 1    | 1931                                                                                            |
| Poty                    | Curitiba                 | 1    | 1931                                                                                            |
| Império                 | Curitiba                 | 1    | 2005                                                                                            |
| Pinheiras               | Palmeira                 | 1    | 1939                                                                                            |
| Paranagúa               | Paranaguá                | 1    | 1915                                                                                            |
| Elite                   | Paranaguá                | 1    | 1932                                                                                            |
| Oceania                 | Paranaguá                | 1    | 1935                                                                                            |
| Pinheiros               | Ponta Grossa             | 1    | 1939                                                                                            |
| Nova Rússia             | Ponta Grossa             | 1    | 1933                                                                                            |
| Olinda                  | Ponta Grossa             | 1    | 1935                                                                                            |
| Serrano                 | Prudentópolis            | 1    | 2010                                                                                            |
| Guarany de Rebouças     | Rebouças                 | 1    | 1938                                                                                            |
| XV de Novembro          | Santo Antônio da Platina | 1    | 1964                                                                                            |
| Real Brasil             | São José dos Pinhais     | 1    | 2008                                                                                            |
| Palestra Itáia FC       | União da Vitória         | 1    | 1932                                                                                            |
| Atlético                | União da Vitória         | 1    | 1934                                                                                            |
| Uraí                    | Uraí                     | 1    | 1963                                                                                            |